# Aeropuerto de Canefield
El Aeropuerto de Canefield  (en inglés: Canefield Airport) (IATA: DCF, ICAO: TDCF) es un aeropuerto en la costa oeste de la isla y nación caribeña de Dominica. Se encuentra a tres millas (5 km) al noreste de Roseau, la capital nacional. Es el menor de los dos aeropuertos en la isla. El más grande Aeropuerto Douglas-Charles, anteriormente conocido como Aeropuerto Melville Hall, está ubicado en la costa este.
Take Air opera una Let L-410 de origen Checo en la ruta entre Martinica y Canefield.
La construcción se inició a principios de 1979 con financiación española, poco después de la independencia de Dominica.